# Aero A-35
Aero A-35 – czechosłowacki samolot pasażerski z okresu międzywojennego.

## Historia
W 1927 roku dwóch znanych czechosłowackich pilotów kpt. Malkovský i por. Pavlovský pod wpływem wyczynu Charlesa Lindbergha, przelotu nad Atlantykiem, zainicjowało dyskusję nad budową czechosłowackiego samolotu do lotów długodystansowych. W celu realizacji tego pomysłu założyli oni „Fond čs. letu Praha-Nový York” (pol. Fundacja czechosłowackiego lotu Praga-Nowy Jork), której celem było zebranie 2000000 Kč. Działania tej fundacji nie poparły jednak czechosłowackie organizacje lotnicze – Aeroklub Republiki Czechosłowackiej i Masarykova letecka liga (MLL), lecz zbiórka pieniędzy która odbywała się zarówno w Czechosłowacji, jak i wśród emigracji w Stanach Zjednoczonych, pozwoliła na rozpoczęcie w wytwórni Aero prac nad tym samolotem. Z funduszy zebranych przez emigrację udało się także zakupić amerykański silnik lotniczy Wright „Whirlwind” J6 o mocy 240 KM (176 kW), który miał być w tym samolocie zastosowany. Początkowo planowano jego konstrukcję oprzeć na konstrukcji dwupłatowego samolotu rozpoznawczego A-30, lecz ostatecznie opracowano samolot jako jednopłatowego górnopłata.
Prototyp samolotu został oblatany jesienią 1928 roku, lecz z powodu braku funduszy (fundacja zdołała zebrać tylko 200000 Kč) zamierzano zakończyć nad nim prace. Wtedy Ministerstwo Robót Publicznych po przebudowaniu go w samolot pasażerski zakupiło go i przekazało do państwowych linii lotniczych Československé státní aerolinie (ČSA). Wtedy też ČSA zamówiły jeszcze 6 takich samolotów, z tym że zostały one wyposażone w produkowane w Czechosłowacji silniki Walter „Castor II” o mocy 240 KM (176 kW), ich budowa trwała aż do 1933 roku.
W 1934 roku linie lotnicze firmy Bata zamówiły 5 samolotów tego typu, zostały one wybudowane w latach 1933–1934. Ostatecznie zbudowano 12 samolotów A-35.

## Użycie w lotnictwie
Samoloty Aero A-35 od 1930 roku rozpoczęły loty pasażerskie w ramach czechosłowackich państwowych linii lotniczych ČSA. Latały na liniach krajowych. Poszczególne samoloty otrzymały następujące nry rejestracyjne: L-BAUA (prototyp, później OK-AUA) (użytkowany w latach 1930–1936, później w lotnictwie wojskowym i aeroklubie w Pilźnie), OK-AUB (1930-1936 w ČSA, 1936-1938 MLL), OK-AUC (1930-1936 ČSA, 1936-1938 lotnictwo wojskowe), OK-AUD (1930-1936 ČSA, potem lotnictwo wojskowe), OK-AUE (1931-1938 ČSA), OK-AUF (1931-1935 ČSA, 1935-1939 MLL), OK-AUG (1931-1937 ČSA). W okresie od 1930 do 1937 roku samoloty tego typu w ČSA wylatały 798028 km, w czasie 5679 godzin.
Natomiast samoloty dostarczone do linii lotniczych Bata, użytkowane w latach 1933–1939, latały na liniach krajowych i zagranicznych. Otrzymały one następujące nry rejestracyjne: OK-ATD (użytkowano w latach 1934–1935), OK-ATK (1933-1939), OK-ATN (1933-1938), OK-ATX (1934-1939), OK-ATZ (1934-1939).
Po zajęciu przez Niemców Czechosłowacji część tych samolotów dostała się w ręce wojsk niemieckich, cztery z nich otrzymały niemieckie numery rejestracyjne: D-CATK (wcześniej OK-ATK), D-CATN (OK-ATN), D-CATX (OK-ATX), D-CATZ (OK-ATZ), lecz los ich nie jest znany.

## Opis techniczny
Samolot Aero A-35 był górnopłatem o konstrukcji mieszanej. Kadłub o konstrukcji z rur metalowych, przednia część kadłuba kryta była blacha aluminiową, pozostała płótnem. Skrzydła o konstrukcji drewnianej, kryte płótnem. W przedniej części kadłuba znajdował się silnik, za nim zakryta kabina załogi (miejsce dla dwóch członków załogi lub pilota i pasażera), a za nią przedział pasażerski z 4 miejscami. Przedział pasażerski posiadał okna umożliwiające oglądanie otoczenia samolotu. Samolot posiadał podwozie klasyczne, stałe z płozą ogonową.
Napęd samolotu stanowił jeden silnik gwiazdowy, 7-cylindrowy, chłodzony powietrzem, umieszczony w przedniej części kadłuba.